# Hellyeah
Gli Hellyeah sono un supergruppo groove/alternative metal statunitense composto da membri dei Mudvayne ed ex membri dei Pantera, Nothingface e Damageplan.

## Storia del gruppo

### Fondazione e primi anni (2000-2006)

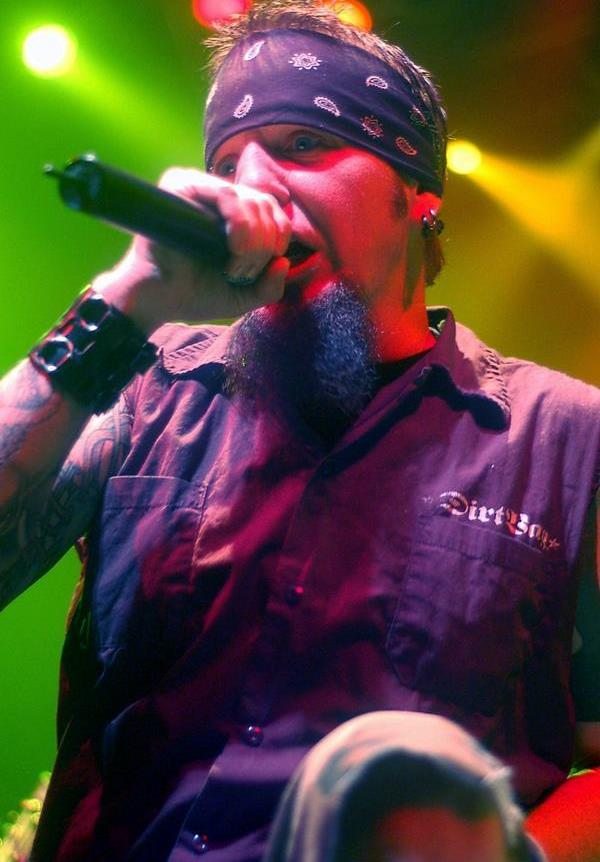
Chad Gray dal vivo con gli Hellyeah al 9:30 Club di Washington, D.C.

Durante il Tattoo the Heart tour del 2000, Tom Maxwell, chitarrista dei Nothingface, conobbe Chad Gray, cantante dei Mudvayne, e insieme ebbero l'idea di creare un supergruppo.
Al gruppo si aggiunsero Greg Tribbett, chitarrista dei Mudvayne, e Jerry Montano, bassista dei Nothingface; alla batteria per la registrazione di una demo c'era Tommy Sickles, batterista dei Nothingface, ma dopo la registrazione il gruppo cominciò a cercare un nuovo batterista, scelta che ricadde su Vinnie Paul, ex batterista di Pantera e Damageplan.
Nei gruppi precedenti di ogni membro, c'era un solo chitarrista e un gruppo con due chitarristi era una novità per tutti. Paul affermò che due chitarristi avrebbero portato le "cose della vecchia scuola degli Iron Maiden in cui suonano due parti e ti danno un ritmo stridente con una melodia cazzuta come copertura". Nel 2006, i Mudvayne non avevano nessun piano per un tour ed erano in pausa per molto tempo, mentre i Nothingface stavano preparando un nuovo album.
Gray si recò a Baltimora allo studio di registrazione dei Nothingface per discutere di progetti futuri. Gray e Maxwell composero il brano Waging War in pochi giorni e la registrarono. Nell'estate del 2006, entrambi i gruppi erano liberi da impegni e gli Hellyeah cominciarono a registrare il primo album. L'album venne registrato nello studio di Vinnie Paul, in cui era stato registrato l'ultimo album dei Pantera prima della morte di Dimebag Darrell.
L'album era pronto in un mese con sole tre sessioni di registrazione. Il gruppo cominciò a pensare ad un nome per il gruppo; venne scelto Hellyeah.
(Vinnie Paul)

### Hellyeah(2007–2008)

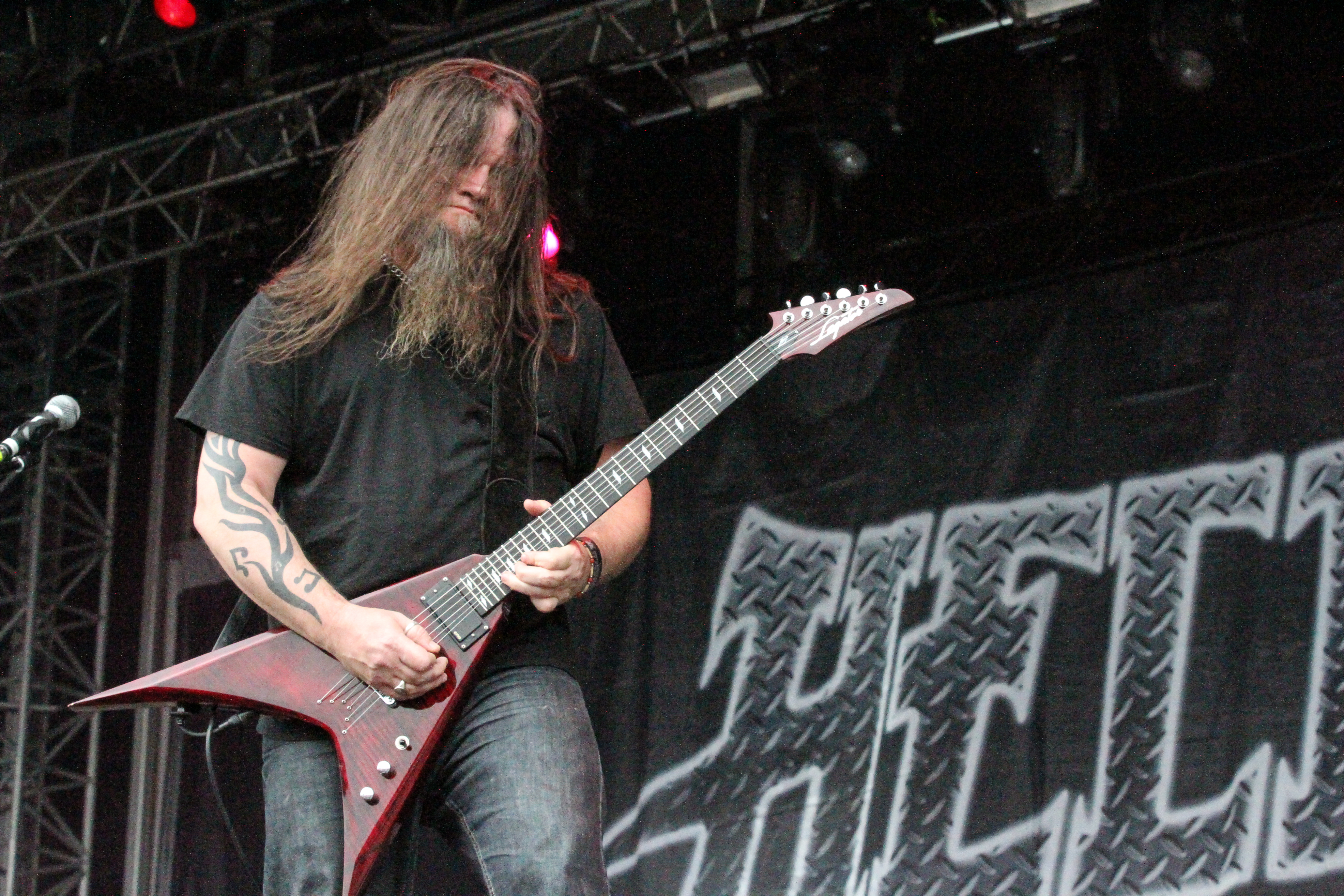
Il chitarrista fondatore Greg Tribbett

Revolver Magazine fu una delle prime riviste a menzionare il gruppo nel marzo 2007. L'album di debutto Hellyeah, venne pubblicato il 10 aprile 2007 con la Epic Records. L'album debuttò alla posizione numero 9 della Billboard 200, vendendo quasi 45 000 copie nella prima settimana. L'album giunse alla posizione numero 15 della Top Hard Rock albums, e alla terza posizione della Top Rock Albums.
Montano venne allontanato dal gruppo dopo il party di lancio dell'album, in cui aveva assalito Tom Maxwell e minacciò altre persone. Il portavoce del gruppo affermò che la separazione era causata da "motivazioni personali da entrambe le parti". Il gruppo ingaggiò Bob Zilla, che già aveva collaborato con Paul nei Damageplan.
il 13 novembre 2007 venne pubblicato il DVD Below the Belt, che comprendeva un documentario, video musicali, materiale inedito ripreso durante la registrazione dell'album e interviste ai membri del gruppo.

### Stampede(2009–2010)
Nel 2009, il gruppo rivelò che stavano registrando un nuovo album, più tardi rivelando che il titolo sarebbe stato Stampede.
Per la registrazione dell'album, i membri si stabilirono nella casa-studio di Vinnie Paul in Texas, per poter registrare in tranquillità, in un'atmosfera senza pressione. Le parti di batteria vennero registrate al piano terra e le parti di chitarra al primo piano, utilizzando degli schermi che permettessero di osservare cosa facevano gli altri membri.
Cowboy Way venne pubblicato per il download digitale sul sito ufficiale del gruppo il 21 aprile 2010. Il primo singolo estratto dall'album, Hell of a Time, venne pubblicato il 16 giugno 2010.
Stampede venne pubblicato il 13 luglio 2010 e vendette 28 000 copie nella prima settimana, raggiungendo la posizione numero 8 nella Billboard 200.

### Band of Brothers(2011–2012)

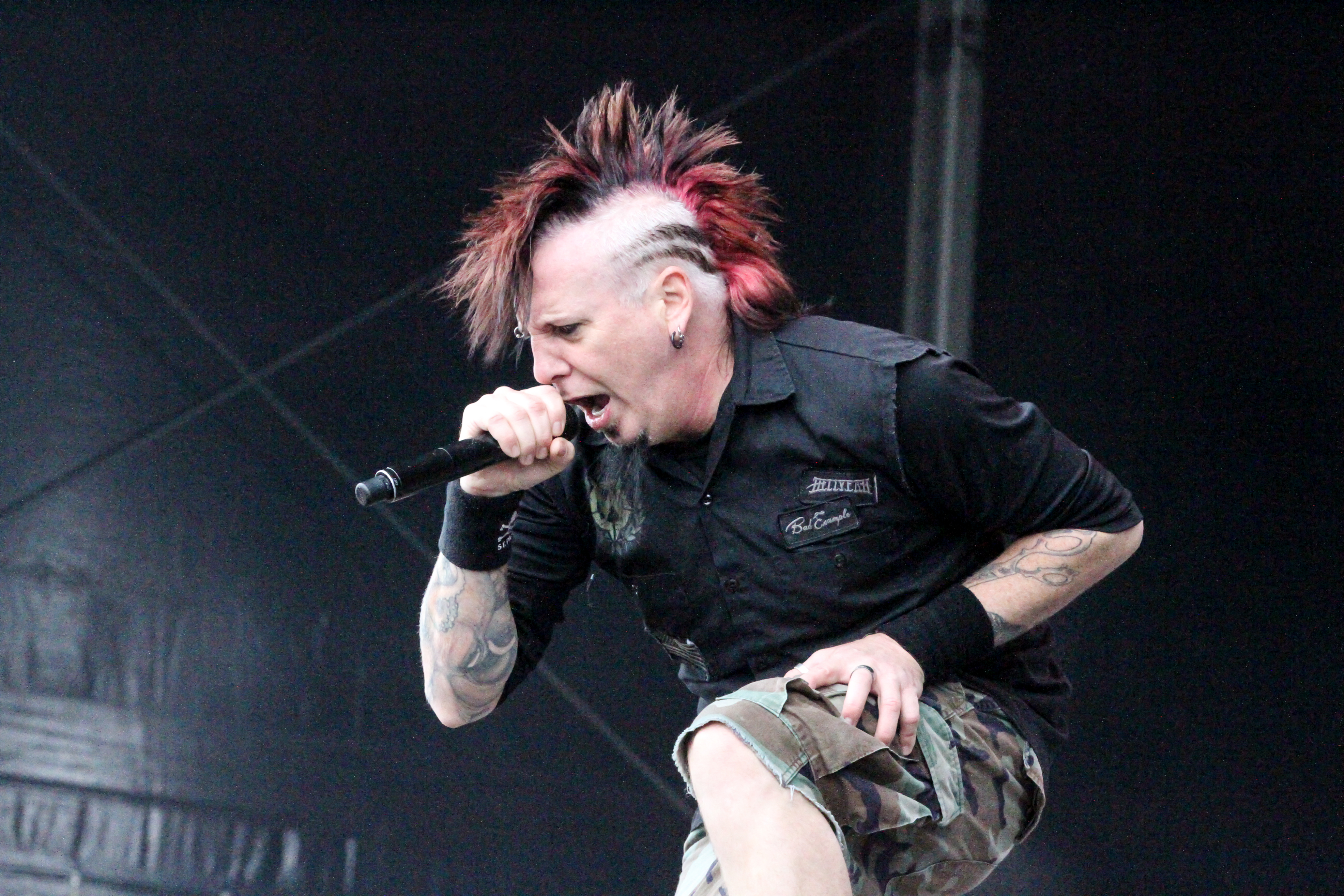
Il cantante Chad Gray nel 2014

Gli Hellyeah registrarono il terzo album, intitolato Band of Brothers, al VP's Upstair Studio ad Arlington, Texas. L'album è stato prodotto da Jeremy Parker, già produttore di Godsmack e Evanescence. Il gruppo affermò che l'album era molto più pesante dei precedenti, orientato su sonorità metal, fondendo gli stili dei precedenti gruppi musicali dei membri.
Band of Brothers venne pubblicato il 17 giugno 2012 con la Eleven Seven Music, seguito dal singolo War In Me, pubblicato su iTunes il 3 aprile 2012. il singolo di debutto Band of Brothers venne pubblicato l'8 maggio 2012.

### Blood for Blood(2013-2015)
Il 13 febbraio 2014, Greg Tribbett e Bob "Zilla" Kakaha lasciano il gruppo; come bassista è stato ingaggiato Kyle Sanders dei Bloodsimple. Nello stesso giorno, il gruppo rivela i dettagli del quarto album in studio: intitolato Blood for Blood, verrà pubblicato il 10 giugno 2014, anticipato il 25 marzo dai singoli Sangre por Sangre (Blood for Blood) e Cross to Bier (Cradle of Bones). Durante la prima settimana di pubblicazione, l'album ha venduto circa 17 000 copie.
Il 13 marzo 2015, viene pubblicato il singolo Hush, di cui viene pubblicato il videoclip il 13 aprile 2015.

### Unden!able(2015-2017)
Il 28 settembre 2015 il gruppo annuncia di essere al lavoro sul quinto album in studio, prodotto nuovamente da Kevin Churko.
Il 23 febbraio 2016, viene pubblicato il lyric video per Human, brano che anticipa Unden!able, pubblicato il 3 giugno 2016.

### Sesto album e morte di Vinnie Paul (2018-presente)

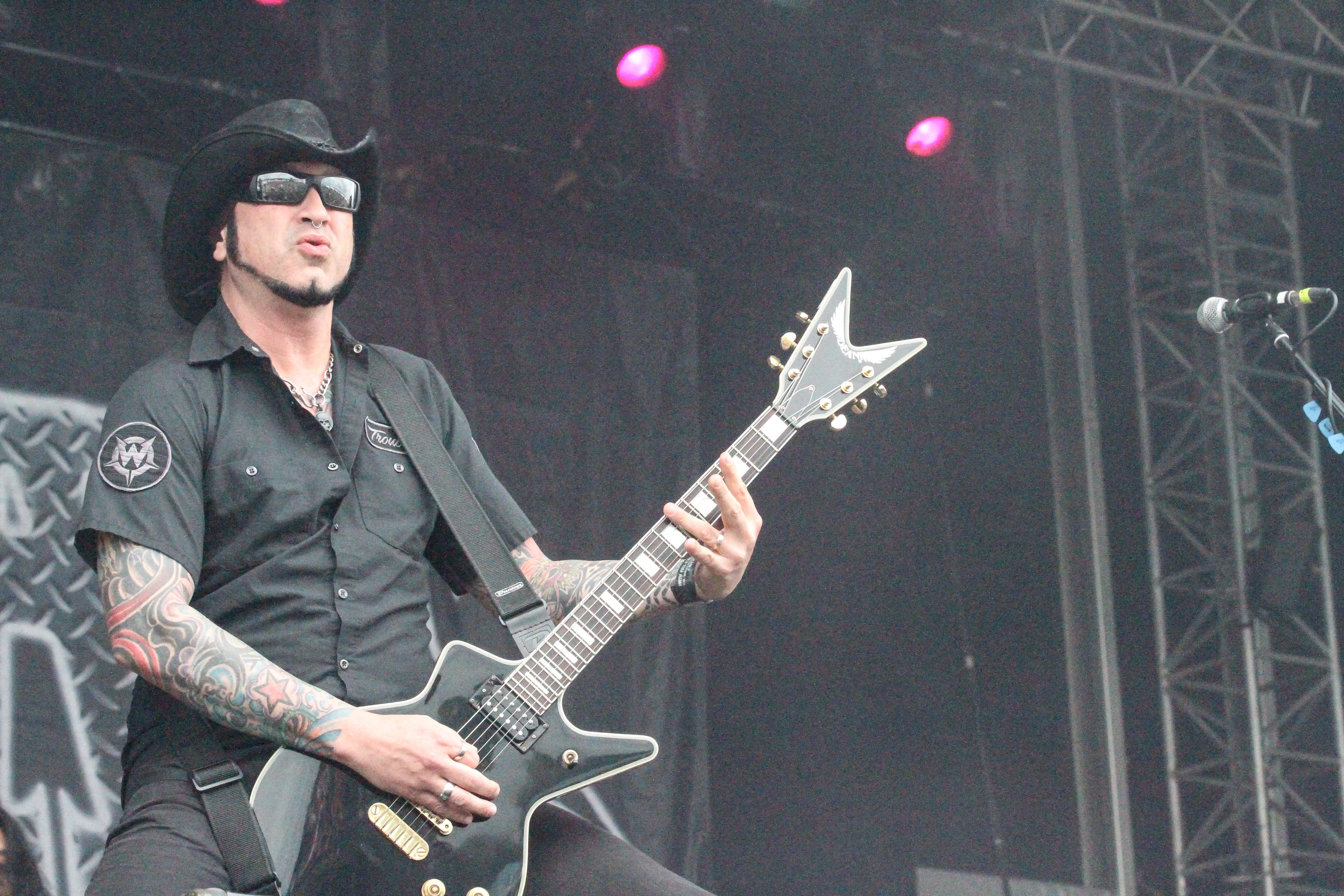
Il membro fondatore e chitarrista Tom Maxwell.

Il 26 ottobre 2017 Blabbermouth.net riportò che il gruppo avrebbe iniziato le registrazioni del sesto album in studio all'inizio del novembre successivo. Il 22 giugno 2018 Vinnie Paul morì a causa di una cardiomiopatia, pochi giorni dopo aver terminato le registrazioni delle tracce di batteria per l'album.
Il 27 novembre 2018 il gruppo confermò l'uscita dell'album per il 2019; il 2 gennaio 2019 venne pubblicato un teaser dell'album.

## Formazione
- Chad Gray (Mudvayne) – voce (2006-presente)
- Tom Maxwell (Nothingface) – chitarra (2006-presente)
- Kyle Sanders (Bloodsimple) – basso (2014-presente)
- Roy Mayorga  (Stone Sour, Nausea, Soulfly, Sepultura) – batteria (2019-presente)

### Ex componenti
- Jerry Montano (Nothingface) – basso (2006-2007)
- Greg Tribbett (Mudvayne) – chitarra (2006-2014)
- Bob Zilla (Damageplan) – basso (2007-2014)
- Vinnie Paul (Pantera, Damageplan, Rebel Meets Rebel) – batteria (2006-2018)

### Turnisti
- Christian Brady[31] (Magna-Fi, Franky Perez & the Truth) – chitarra (2014-presente)

## Discografia

### Album
- 2007 – Hellyeah
- 2010 – Stampede
- 2012 – Band of Brothers
- 2014 – Blood for Blood
- 2016 – Unden!able
- 2019 – Welcome Home

### Singoli
| Anno | Titolo                              | Posizione massima | Posizione massima | Posizione massima | Posizione massima | Album            |
| Anno | Titolo                              | Alt. Rock         | Heritage Rock     | Mainstream Rock   | Rock              | Album            |
| ---- | ----------------------------------- | ----------------- | ----------------- | ----------------- | ----------------- | ---------------- |
| 2007 | You Wouldn't Know                   | 35                | —                 | 5                 | —                 | Hellyeah         |
| 2007 | Alcohaulin' Ass                     | —                 | —                 | 7                 | —                 | Hellyeah         |
| 2008 | Thank You                           | —                 | —                 | 37                | —                 | Hellyeah         |
| 2010 | Hell of a Time                      | 35                | 16                | 5                 | 20                | Stampede         |
| 2010 | Better Man                          | —                 | 28                | 26                | —                 | Stampede         |
| 2012 | Band of Brothers                    | —                 | —                 | 22                | —                 | Band of Brothers |
| 2012 | Drink Drank Drunk                   | —                 | —                 | 35                | —                 | Band of Brothers |
| 2014 | Sangre por Sangre (Blood for Blood) | —                 | —                 | 17                | —                 | Blood for Blood  |
| 2014 | Cross to Bier (Cradle of Bones)     | —                 | —                 | 17                | —                 | Blood for Blood  |
| 2014 | Moth                                | —                 | —                 | 8                 | —                 | Blood for Blood  |
| 2015 | Hush                                | —                 | —                 | 26                | —                 | Blood for Blood  |
| 2016 | Human                               | —                 | —                 | 13                | —                 | Unden!able       |

### Brani promozionali
| Titolo     | Anno | Album            |
| ---------- | ---- | ---------------- |
| Cowboy Way | 2010 | Stampede         |
| Pole Rider | 2011 | Stampede         |
| War in Me  | 2012 | Band of Brothers |